# El Butlletí de l'Índia
El Butlletí de l'Índia és un diari públic i un document legal autoritzat del Govern de l'Índia, publicat setmanalment pel Departament de Publicacions, Ministeri d'Habitatge i Afers Urbans. Com a diari públic, el Butlletí imprimeix avisos oficials del govern. És de contingut autèntic, exacte i estrictament d'acord amb les polítiques i decisions del Govern. El butlletí està imprès pel Govern de l'Índia Press.
Els butlletins ordinaris es publiquen regularment setmanalment un dia determinat de la setmana, mentre que els Butlletins extraordinaris es publiquen cada dia segons la urgència dels assumptes a notificar.

## Publicació
La publicació del butlletí s'executa segons el Govern de l'Índia (Allocation of Business Rules) publicat de tant en tant per la Secretaria del gabinet.
El departament de publicacions està encapçalat pel controlador de publicacions amb l'assistència de dos auxiliars controladors, un oficial de finances i un subdirector. El butlletí dona feina a més de 270 persones sota la supervisió del Ministeri de Desenvolupament Urbà, amb seu a Nirman Bhawan, Nova Delhi.
El controlador de la publicació és l'editor, custodi i venedor autoritzat de publicacions i publicacions periòdiques del Govern de l'Índia, inclosa Gazette of India i Delhi Gazette amb els seus drets d'autor. Es compromet a l'emmagatzematge, la venda i la distribució de totes les publicacions vendibles de diversos ministeris / departaments.
El Ministeri d'Urbanisme va començar a publicar una versió electrònica del butlletí el 2008.